# أماندا كوكس
أماندا كوكس (بالإنجليزية: Amanda Cox)‏ هي إحصائية وصحفية أمريكية، ولدت في 1980.